# Quicken

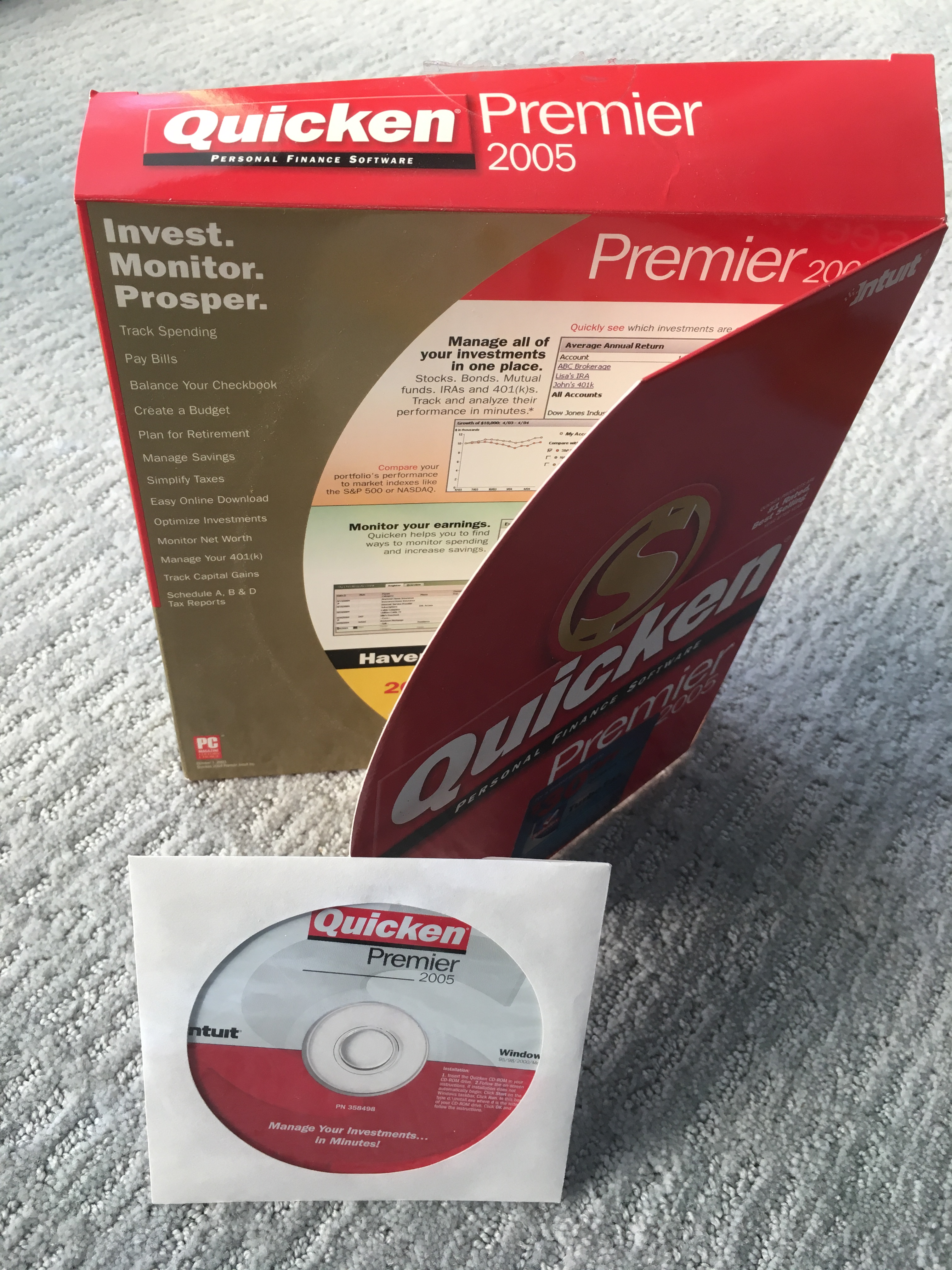
Produktunterlagen für Quicken Premiere 2005 für Windows, von Intuit.

Quicken ist eine Windows-Software für Einnahmenüberschussrechnung und Homebanking. Sie wird in Deutschland von Lexware vermarktet, seit 2000 auch entwickelt. 2015 wurde das deutsche Programm in FinanzManager umbenannt.

## Geschichte
Die erste Version von Quicken wurde im Jahr 1984 von dem US-amerikanischen Softwarehersteller Intuit entwickelt. 1993 wurde die deutsche Niederlassung, Intuit Deutschland GmbH, von Dieter Neujahr gegründet; ein halbes Jahr später erschien die erste deutschsprachige Quicken-Version. Ab der Version 2000 wurde die deutsche Version durch die Haufe-Lexware-Gruppe weiterentwickelt.
Inzwischen (Stand: September 2015) heißt die Software nicht mehr Quicken, sondern FinanzManager.

## Funktionsumfang
Nach Herstellerangaben sind folgende Funktionen in das Programm integriert:
- Finanzübersicht (Girokonten, Vermögenskonten, Kreditkarten, Wertpapierdepots, Rechnungskonten usw.)
- Überweisung, Terminüberweisung, BZÜ-Überweisung, Spendenüberweisung, SEPA-Überweisung, Lastschrift uvm.
- Auswertungsfunktionen, Finanzplaner, Liquiditätsvorschau, …
- Kontenzugriff per HBCI und über das Webinterface der Bank.
- Import und Export von Dateien im  QIF-Format